# Arrondissement Sint-Omaars
Sint-Omaars (Frans: Saint-Omer) is een arrondissement van het Franse departement Pas-de-Calais in de regio Hauts-de-France. De onderprefectuur is Sint-Omaars.

## Kantons
Het arrondissement is sinds 2015 samengesteld uit de volgende kantons:
- Kanton Aire-sur-la-Lys (deel 3/17)
- Kanton Fruges (deel 27/52)
- kanton Longuenesse
- Kanton Lumbres (deel 36/60)
- Kanton Sint-Omaars